# Pierre-Georges Arlabosse
Pierre-Georges Arlabosse, francoski general, * 8. julij 1891, † 8. februar 1950.
Kot Visoki komisar Vichyske Francije za Libanon je bil med 4. in 9. aprilom 1941 začasni predsednik Libanona.